# Guerra aérea

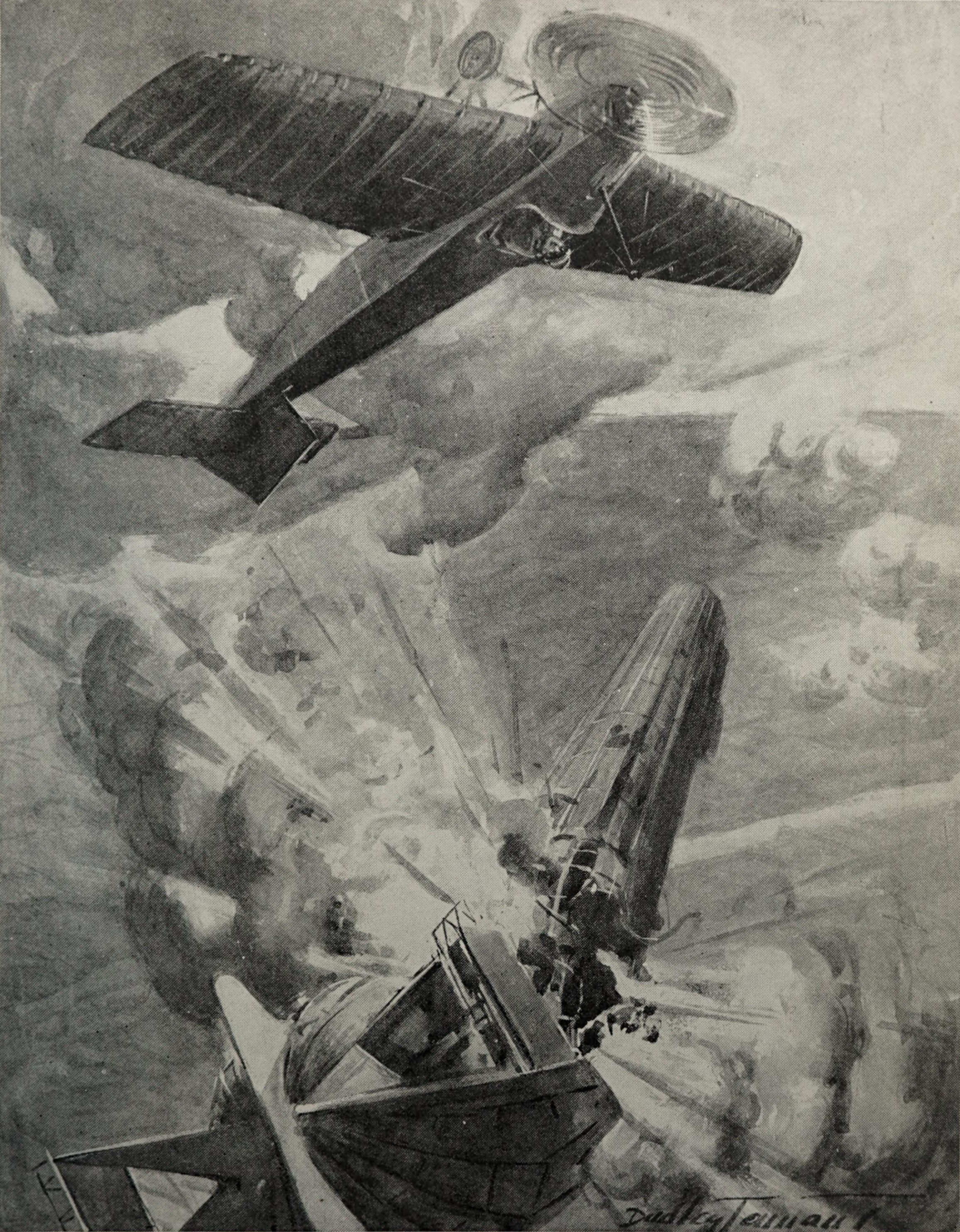
Un Zeppelin LZ 37 atacado por un avión británico; ilustración artística de 1915.

La guerra aérea es el uso del espacio de batalla por parte de aviones militares y otras máquinas voladoras en la guerra. La guerra aérea incluye bombarderos que atacan instalaciones enemigas o una concentración de tropas enemigas u objetivos estratégicos; aviones de combate que luchan por el control del espacio aéreo; aviones de ataque que participan en apoyo aéreo cercano contra objetivos en tierra; aviación naval volando sobre el mar y objetivos terrestres cercanos; planeadores,   y otras aeronaves para transportar fuerzas aerotransportadas como paracaidistas o tanques de reabastecimiento de combustible aéreos para ampliar el tiempo o rango de operación; y aviones de transporte militar para mover carga y personal. Históricamente, los vuelos militares han incluido globos más ligeros que el aire que portaban observadores de artillería; aeronaves más ligeras que el aire para bombardear ciudades; diversos tipos de aviones de reconocimiento, vigilancia y alerta temprana transportando mecanismos de vigilancia, cámaras y equipos de radar; bombarderos torpederos para atacar a naves enemigas; y aviones militares de rescate aire-mar para salvar a aviadores caídos. La guerra aérea moderna incluye misiles y vehículos aéreos no tripulados. Habitualmente las fuerzas de superficie responden a la actividad aérea del enemigo con la guerra antiaérea.

## Guerra con globos
Se hizo algún uso menor de globos aeronáuticos para la guerra desde el siglo XVIII. El primer ejemplo conocido se debe al Cuerpo Aerostático Francés en la batalla de Fleurus en 1794, que usó un globo retenido por cuerdas,  "un emprendedor", para ganar un punto de observación.
Durante la guerra civil estadounidense, los globos fueron utilizados por los dos bandos, el Norte y el Sur, como un medio para observar los campos de batalla - inicialmente se pensó que podrían usarse para realizar mejores mapas. Como ejemplo, el globo del profesor Thaddeus S. C. Lowe sirvió como "Observador Avanzado de Artillería*, por lo que Lowe ascendía a una altura desde la que podía ver un "blanco invisible", y con una serie de señales con banderas era capaz de colocar el fuego artillero desde una posición de fuego invisible.
Los globos tenían desventajas. No podían volar con mal tiempo, niebla o vientos fuertes. Eran pilotados por el capricho de los vientos, y eran también un blanco muy grande. Los globos de la Unión estaban siempre bajo el fuego, y cualquier tipo de disparo, de rifle o de cañón, que se apuntaba hacia ellos y fallaba, caía en el lado de la Unión del campo de batalla. Los globos confederados tenían mayores problemas. Debido a los embargos no tenían acceso al globo de seda. Lo que usaron fue la seda para confeccionar vestidos para hacer sus globos. A menudo la ciudad, como ocurrió en Richmond, no tenía gas para inflarlos.
El empleo de los globos en la guerra no se vio durante otros 30 años. La invención del zepelín o dirigible, con sus medios mecánicos de propulsión y guiado hicieron a los aerostatos inflables más útiles. A ello se suma la idea de arrojar material desde los dirigibles a las posiciones enemigas. El uso militar de los aerostatos llegó a ser práctico durante la Primera Guerra Mundial, y el helio los hizo más seguros y fiables durante la Segunda Guerra Mundial.

### Guerra civil estadounidense

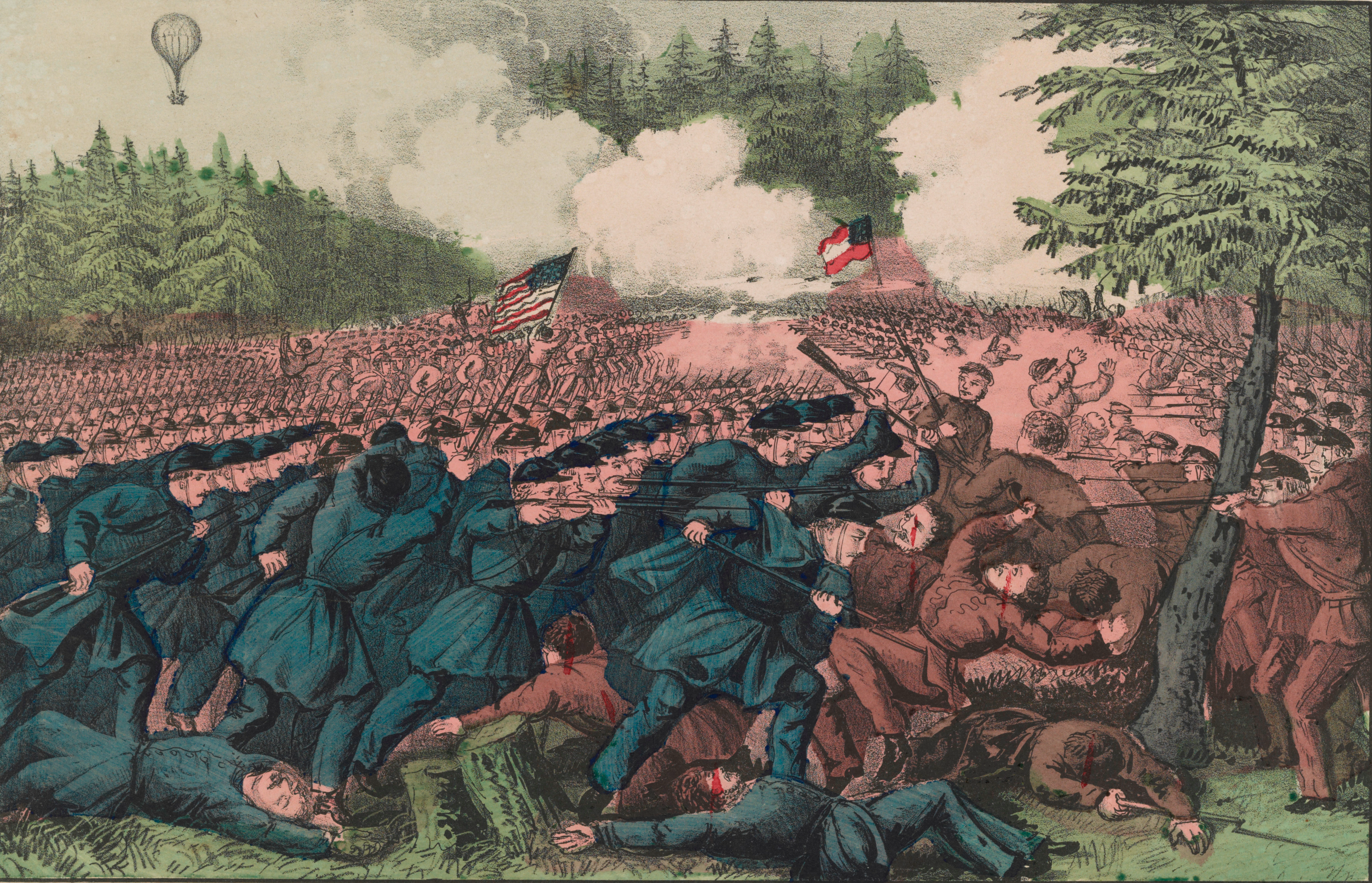
Batalla de Fair Oaks con uno de los globos de Lowe al fondo de la imagen.

#### Cuerpo de globos del ejército de la Unión
La guerra civil estadounidense fue la primera guerra en presenciar un uso significativo de la aeronáutica en apoyo de las tropas. En junio de 1861, el profesor Thaddeus S. C. Lowe dejó su trabajo en el sector privado como científico/aeronauta y ofreció sus servicios como aeronauta al presidente Lincoln, que se interesó por la idea de la guerra aérea. La demostración de Lowe volando su globo, el "Enterprise" sobre Washington D. C. y transmitiendo un mensaje mediante un cable de telégrafo al suelo fue suficiente para presentarle a los comandantes de los ingenieros topográficos.
La primera actuación de Lowe tuvo lugar en la Primera batalla de Bull Run en julio de 1861 con el general Irvin McDowell y el gran ejército del Potomac. Con el uso de su globo Enterprise, Lowe hizo un vuelo libre de observación sin molestias de las posiciones confederadas, pero como no llevaba insignias identificables o colores, fue rechazado por las fuerzas de la Unión que no podían identificarle. Fue forzado a aterrizar detrás de las líneas enemigas, pero fue rescatado antes de ser descubierto.
En otra demostración, Lowe fue llamado por el general de artillería W. F. Smith. Lowe ascendió a una altitud dada para poder observar el campamento rebelde en Falls Church. Con señales de banderas, dirigió el fuego artillero hacia el dormido campamento. Como dijo el General: "Las señales desde el globo han permitido que mis artilleros acierten con un grado de precisión nunca visto en un área objetivo ciega y dispersa."
Para octubre tenía órdenes de construir 4 globos con generadores portátiles de gas hidrógeno, para usarlos en el reconocimiento aéreo. Trabajando con prominentes aeronautas estadounidenses, formó el Cuerpo de globos del ejército de la Unión, que nunca recibió comisiones, trabajando como contratistas civiles. Esto dio lugar a grandes preocupaciones, ya que si los aeronautas eran derribados en las líneas enemigas, el espionaje civil estaba penado sumariamente con la muerte. Por lo tanto, Lowe instruyó en el uso estricto de los globos atados (en oposición al vuelo libre), por lo que los globos permanecieron atados a tripulaciones terrestres mediante cables. Obteniendo altitudes desde 300 metros hasta unos 5500 metros, se podía tener una vista amplia del campo de batalla y más allá.
Lowe construyó 7 globos: Eagle, el primero; Constitution, uno de sus globos más pequeños; su hermano, Washington; Intrepid, un globo más grande y su favorito; un hermano, Union; Excelsior y United States, que nunca salió de su almacén.
Cuando los confederados se retiraron hacia Richmond la guerra se convirtió en la Campaña de la Península. Debido a los bosques de la península, los globos eran incapaces de seguir por tierra. Se le ofreció a Lowe la barcaza de carbón George Washington Parke Custis, a la que se le adosó una cubierta corrida, que serviría como el primer portaaviones efectivo de la historia. Los globos con sus generadores de gas fueron cargados a bordo y navegaron hacia abajo del Potomac, donde podría continuar el reconocimiento de la península.  El GWP Custis navegó hacia arriba del río Pawmunkey, donde Lowe se unió con el ejército de McClellan.
La acción más dramática de Lowe fue en la batalla de Fair Oaks, donde fue capaz de ver avanzar al ejército de Lee hacia el destacamento aislado del general Heintzelman. Trabajando desde dos campos de globos, uno en Mechanicsville y el otro en la Granja de Gaine, Lowe galopaba 10 kilómetros dos veces al día para mantenerse al día con los informes de reconocimiento. McClellan estaba convencido de que los rebeldes estaban fingiendo un ataque, pero Lowe pudo verlo de manera diferente. Heintzelman fue dejado aislado al otro lado del río Chickahominy con los puentes barridos por la crecida de las aguas la noche anterior. Lowe envió un despacho de la máxima urgencia para que se reparase el puente inmediatamente y se mandaran refuerzos en ayuda de Heintzelman. Después envió un despacho desde Mechanicsville a la Granja de Gaine pidiendo que se inflase inmediatamente el globo más grande, el Intrepid, que le ayudaría a observar la inminente batalla.
Cuando Lowe llegó a la Granja de Gaine, el Intrepid estaba todavía muy lejos de estar inflado. En un rápido trabajo de ingenio creativo, Lowe le quitó el fondo a una cafetera de campo y la unió a los extremos de las válvulas del Intrepid y del Constitution que estaba inflado parcialmente, enlazándolos, y transfiriendo el gas desde el último al primero. En 15 minutos, estaba en el aire, listo para observar la batalla. McClellan siguió el consejo de Lowe y fue en ayuda de Heintzelman, salvando el día.
Lowe cayó enfermo de malaria durante Fair Oaks y estuvo fuera de la comisión durante más de un mes. A su vuelta, se encontró que se le habían retirado los caballos y carros al Cuerpo de globos y quedado fuera de servicio para la batalla de Antietam. Lowe fue llamado de vuelta al servicio en Sharpsburg y estuvo más tarde con el ejército del general Burnside en Vicksburg. La consiguiente derrota del Ejército de la Unión, en lo que se ha llamado la "Marcha del Barro", hizo que se sustituyera a Burnside por el general Joseph Hooker. Durante este tiempo el Cuerpo de globos había sido asignado al Cuerpo de Ingenieros, y el recién ascendido capitán Comstock cortó la paga de Lowe significativamente.
Lowe envió una carta de dimisión y fue liberado de sus obligaciones militares en mayo de 1863. El Cuerpo de globos continuó operando bajo la dirección de los Hermanos Allen, que estaban mal equipados para dirigir el cuerpo de manera efectiva. En agosto, el Cuerpo de globos del Ejército de la Unión fue desmantelado.

#### Globos vestidos de seda
Debido a la efectividad del Cuerpo de globos del ejército de la Unión, los Confederados se sintieron obligados a incorporar globos también. Como el gas de coca no siempre estaba disponible en Richmond, los primeros globos fueron hechos al estilo rígido de los Montgolfier, colocando algodón sobre un entramado de madera y llenándolo con humo caliente procedente de fuegos hechos con piñas untadas con aceite. Fueron pilotados por el capitán John R. Bryant para usarlos en Yorktown. Aunque la actuación de Bryant no fue mala, su tripulación en tierra tenía poca experiencia, y su globo empezó a dar vueltas en el aire como una peonza. Otro incidente afectó a uno de los hombres que manejaban las cuerdas y se vio arrastrado por una de ellas hacia arriba cuando la cortó, dejando al capitán volar libre sobre las posiciones confederadas, que amenazaron con derribarle.
Intentos de construir globos de seda llenos de gas fueron dificultados por la incapacidad del Sur para obtener ningún tipo de importación. Intentaron crear un globo de seda para confeccionar vestidos. Las esferas infladas aparecían como orbes multicolores sobre Richmond y fueron pilotados por el capitán Landon Cheeves. Antes de que se pudiese usar el primer globo, fue capturado durante su transporte por el río James por la tripulación del Monitor. Un segundo globo no entró en acción hasta el verano de 1863, cuando se soltó de su punto de amarre y lo cogieron después fuerzas de la Unión, para acabar finalmente dividido como recuerdo para miembros del Congreso Federal. Cuando el Ejército de la Unión redujo el uso de sus globos, así lo hicieron los Confederados, para su gran alivio.

## Antes de la Primera Guerra Mundial
Los ejércitos de muchos países evaluaron el uso del avión para propósitos de observación. También se investigó la aviación naval; se hicieron numerosas pruebas en la que los hidroaviones eran lanzados mediante una catapulta desde barcos en el mar, para ser recuperados más tarde mediante una grúa.
La Armada de los Estados Unidos había estado interesada en la aviación naval desde el comienzo del siglo XX. En 1910-1911, la Armada realizó experimentos que probaron la posibilidad de la aviación basada en un transporte. El 14 de noviembre de 1910, cerca de Hampton Roads, Virginia, el piloto civil Eugene Ely despegó desde una plataforma de madera instalada en el crucero explorador  USS Birmingham (CL-2). Aterrizó a salvo en la costa minutos más tarde. Ely probó muchos meses más tarde que también era posible aterrizar sobre un barco. El 18 de enero de 1911, aterrizó sobre una plataforma colocada sobre el crucero estadounidense USS Pennsylvania (ACR-4) en el puerto de San Francisco.
El primer uso de aviones en una verdadera guerra ocurrió en la Guerra Italo-Turca en 1911, con la Fuerza Aérea Italiana bombardeando un campo Turco en Ain Zara, Libia, y en la Primera Guerra de los Balcanes en 1912, con la Fuerza Aérea Búlgara bombardeando las posiciones Turcas en Edirne. El reconocimiento aéreo también se realizó en ambas guerras.

## Primera Guerra Mundial

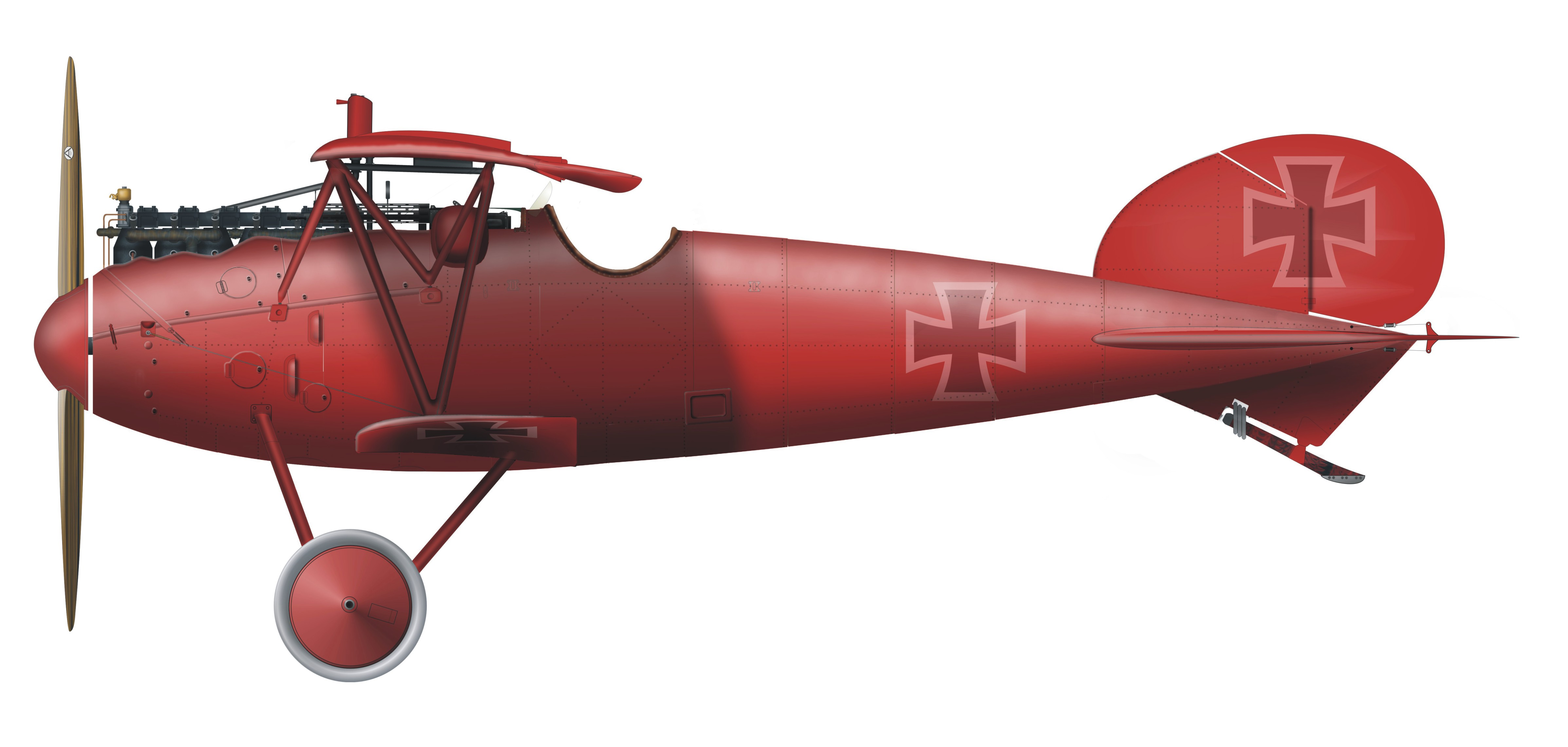
Albatros D.V, el avión usado por Manfred von Richthofen, el "Barón Rojo".

Inicialmente durante la guerra, ambos bandos hicieron uso de globos atados a tierra y de aviones para labores de observación, es decir para la recogida de información y para dirigir el fuego de la artillería. El deseo de prevenir la observación enemiga condujo a los pilotos de los aviones a atacar a otros aviones y a los globos, inicialmente con armas pequeñas que se llevaban en la cabina (incluso se utilizaron hasta ladrillos), pero debido a la tecnología de la época los pilotos no podían tener ametralladoras apuntando hacia adelante. Entonces los alemanes desarrollaron el Mecanismo de Interrupción o mecanismo sincronizador, que trabajaba parando la ametralladora cada vez que la hélice estaba en frente de los cañones. Eventualmente los aliados fueron capaces de capturar un caza alemán con el Mecanismo de Interrupción y mediante ingeniería inversa, copiarlo, conduciendo al nacimiento de los combates aéreos. Desafortunadamente no había ni tácticas ni reglas que seguir en las peleas de perros (Como se conocía el combate aéreo cercano o dogfight), así que muchos pilotos desarrollaron el combate a través de la prueba y el error. Eventualmente el as alemán Oswald Boelcke creó el Dictado de Boelcke, que contenía las ocho reglas de los combates. Los combates aéreos ocurrían cuando los aviones luchaban uno contra otro a distancias cortas, conduciendo al desarrollo de las maniobras tácticas. Ambos bandos también hicieron uso de los aviones para bombardear,  ataques a tierra en vuelo rasante y para echar propaganda. El ejército alemán hizo uso de Zepelines y, más tarde, de bombarderos como el Gotha, para arrojar bombas sobre Gran Bretaña.
Al final de la guerra, los aviones se habían especializado en bombarderos, cazas y aviones de observación.

## Entre guerras
Entre 1918 y 1939, la tecnología aeronáutica se desarrolló muy rápidamente. En 1918, muchos aviones eran biplanos con estructuras de madera, recubiertas de tela, con cables para la sujeción y motores refrigerados por aire. Los biplanos continuaron siendo la fuerza principal de las fuerzas aéreas por todo el mundo y fueron usados extensamente en conflictos como la guerra civil española. Muchos países industrializados también crearon fuerzas aéreas separadas para los ejércitos de tierra y la armada. Sin embargo, en 1939 los aviones militares biplanos estaban en pleno proceso de sustitución por los monoplanos de estructura de metal, recubiertos de metal y con motores refrigerados con líquido. Las velocidades máximas se habían triplicado; las altitudes doblado (y las máscara de oxígeno eran de uso común); el alcance y carga de los bombarderos se habían incrementado enormemente.
Algunos teóricos, especialmente en Gran Bretaña, consideraban que los aviones se convertirían en el arma militar dominante en el futuro. Imaginaban que una guerra futura se ganaría enteramente por la destrucción de la capacidad industrial y militar del enemigo desde el aire. El general italiano Giulio Douhet, autor de El Dominio del Aire, fue un ferviente teórico de esta escuela, que ha sido asociado con la afirmación de Stanley Baldwin que "El bombardero siempre pasará"; es decir, a pesar de las defensas aéreas, suficientes aviones sobrevivirán para hacer caer la destrucción sobre las ciudades del enemigo.
Otros, como el general Billy Mitchell en los Estados Unidos, vieron el potencial del poder aéreo para neutralizar el poder de fuego de las flotas navales de superficie. Los pilotos alemanes y británicos habían estado experimentando con el bombardeo aéreo a barcos y el lanzamiento de torpedos lanzados desde el aire durante la Primera Guerra Mundial con resultados dispares. Pero la vulnerabilidad de los barcos de línea ante los aviones se demostró finalmente el 21 de julio de 1921 cuando un escuadrón de bombarderos comandados por el general Mitchell hundió al acorazado ex-alemán SMS Ostfriesland con bombas aéreas.
Se le prohibió a Alemania la posesión de una fuerza aérea significativa de acuerdo a los términos del armisticio de la Primera Guerra Mundial. El ejército Alemán continuó entrenando a sus soldados como pilotos clandestinamente hasta que Hitler estuvo listo de desafiar abiertamente la prohibición.

## Segunda Guerra Mundial
La aviación militar llegó a su plenitud durante la Segunda Guerra Mundial. El incremento en sus características, alcance y capacidad de carga de los aviones contemporáneos, significó que el poder aéreo se podía mover más allá de las aplicaciones novedosas de la Primera Guerra Mundial, convirtiéndose en una fuerza, con un poder de fuego, central para todas las naciones combatientes.
En el curso de la guerra, emergieron muchos papeles especializados para la aplicación del poder aéreo.

### Bombardeo estratégico
El bombardeo estratégico de objetivos civiles desde el aire fue inicialmente expuesto por el teórico italiano, General Giulio Douhet. En su obra El dominio del aire (1921), Douhet razonó que los líderes militares del futuro podían evitar el caer en el callejón sin salida de la sangrienta guerra de trincheras al estilo de la Primera Guerra Mundial, usando la aviación para atacar más allá de las líneas enemigas, directamente sobre su vulnerable población civil. Douhet creía que tales golpes tendrían como efecto invariable que esta población forzaría a su gobierno a pedir la paz.
Las ideas de Douhet estaban en paralelo con otros teóricos militares que emergieron durante la Primera Guerra Mundial, incluyendo a Sir Hugh Trenchard en Gran Bretaña. En el período de entreguerras, Gran Bretaña y los Estados Unidos se convirtieron en los países que apoyaban con más entusiasmo la teoría del bombardeo estratégico, con cada nación construyendo bombarderos especializados específicamente en esta tarea.
- Luftwaffe

Al principio de la Segunda Guerra Mundial, la Luftwaffe lanzó devastadores ataques aéreos contra las ciudades asediadas de Varsovia y Róterdam. En ambos casos, cada ciudad había conseguido resistir a las fuerzas terrestres Alemanas, y los ataques aéreos se veían como un medio para romper la voluntad de la ciudad para luchar. Durante la Batalla de Inglaterra, la Luftwaffe, frustrada en sus intentos de ganar el dominio del aire sobre Gran Bretaña, a base de atacar objetivos tácticos en la preparación para la planificada invasión (Operación León Marino), cambió su objetivo, y empezó a bombardear Londres y otras grandes ciudades Inglesas. Sin embargo, la Luftwaffe se encontró con que estos ataques no tenían el efecto predicho por los teóricos de preguerra del poder aéreo.
- Royal Air Force

Los británicos pensaban erróneamente que la moral de los civiles alemanes sería más fácil de romper, y empezaron una campaña de bombardeo estratégico en 1940 que duraría durante el resto de la guerra. Al principio de la guerra todos los bombarderos británicos eran bimotores y les faltaba armamento defensivo. Por lo tanto, fueron forzados rápidamente a adoptar una política de bombardeo nocturno, lo que significaba que nunca serían capaces de atacar blancos específicos, tales como fábricas o plantas de energía.
- Fuerzas Aéreas Militares de los Trabajadores y Campesinos del Ejército Rojo

Abreviado en ruso como BBC PKK, y comúnmente conocidas como la Fuerza Aérea Roja durante la Segunda Guerra Mundial, estaba organizada de acuerdo a ejércitos aéreos, fuerzas aéreas de los frentes, fuerzas aéreas de los ejércitos (terrestres), fuerzas aéreas de los distritos militares y fuerzas aéreas de las flotas militares. También hubo numerosos cuerpos aéreos independientes, divisiones, brigadas, regimientos y escuadrones, muchos de los cuales fueron designados con el título adicional de Guardias. Durante el curso de la guerra, la Fuerza aérea roja sufrió numerosos cambios, los mayores fueron: Las Fuerzas aéreas de los distritos militares fueron transformadas en ejércitos aéreos a comienzos de la guerra; las fuerzas aéreas asignadas a los ejércitos terrestres fueron disueltas en mayo de 1942; al final de la Segunda Guerra Mundial había 18 ejércitos aéreos generalmente asignados a un promedio de uno por frente, y 4 fuerzas de flotas aéreas, así como 4 flotillas de las fuerzas aéreas. Aunque adoleció de fuerzas aéreas importantes de bombardeo estratégico, la Fuerza Aérea Roja fue famosa por su avión Ilyushin Il-2 Shturmovik de apoyo al suelo, y el uso de aviones para apoyar a las tropas partisanas que operaban detrás de las líneas de la Wehrmacht.
- U.S. Army Air Force

Cuando la Octava Fuerza Aérea de Estados Unidos llegó a Inglaterra en 1942, los estadounidenses estaban convencidos de que podían hacer lo que la RAF y la Luftwaffe no habían podido. La Octava estaba equipada con B-17 Flying Fortress y B-24 Liberator, ambos diseños de 4 motores de gran altitud y con turbo-sobrecompresores. Los nuevos bombarderos también presentaban un armamento defensivo nunca visto hasta entonces, hasta 13 ametralladoras de calibre 0.50, dependiendo de la versión, muchas de ellas en torretas operadas con corriente eléctrica. Volaban a la luz del día, en formaciones grandes y cerradas, la doctrina táctica estadounidense sostenía que las formaciones tácticas de bombarderos pesados, serían suficientes para ganar la superioridad aérea en ausencia de los cazas de escolta. La intención de estos raids era el golpear con fuerza los puntos vitales de la economía de guerra alemana, como las refinerías de petróleo o las fábricas que producían cojinetes. La U.S.A.A.F. fue obligada a cambiar su doctrina de que sólo los bombarderos, no importaba cuan pesadamente armados, podrían conseguir la superioridad aérea contra los cazas de un solo motor. El ritmo de pérdidas se elevó desde el 5 % al 20 % en una serie de misiones que penetraban más allá del radio de acción de los cazas de escolta entre el 17 de agosto y el 14 de octubre de 1943, cuando las incursiones contra Regensburg y Schweinfurt resultaron en la pérdida de 60 bombarderos en cada misión.
- Superioridad aérea

Durante la Batalla de Inglaterra muchos de los mejores pilotos de la Luftwaffe se vieron obligados a lanzarse en paracaídas sobre suelo británico, donde fueron capturados. Cuando la calidad de los cazas de la Luftwaffe decreció, los estadounidenses introdujeron los cazas de escolta de largo alcance P-38 Lightning y P-51 Mustang, que llevaban depósitos de combustible auxiliares. Nuevos e inexpertos pilotos alemanes, volando aviones potencialmente superiores como el Focke-Wulf Fw 190, Heinkel He 162 y el Messerschmitt Me 262, llegaron a ser gradualmente cada vez menos efectivos al intentar dañar el flujo de bombarderos estadounidenses al final de la guerra. Añadir cazas de escolta a las incursiones diurnas dio a los bombarderos una protección de la que estaban muy necesitados e incrementó considerablemente el impacto del esfuerzo del bombardeo estratégico.
- Efectividad

El bombardeo estratégico mediante medios no atómicos no hizo ganar la guerra a los Aliados, ni tuvo éxito en romper la voluntad para resistir de los civiles alemanes (y japoneses), pero en palabras del ministro alemán de armamento Albert Speer, creó «un segundo frente en el aire» mucho antes que el Día D crease un segundo frente en tierra. Speer tuvo éxito en incrementar la producción de armamento justo hasta mediados de 1944, a pesar de los bombardeos. Aun así, la guerra contra los bombarderos británicos y estadounidenses exigía una enorme cantidad de recursos: cañones antiaéreos, cazas nocturnos y diurnos, radares, reflectores, personal, munición y combustible. Como resultado, los grupos de ejército alemanes en Rusia, Italia y Francia vieron raramente a su propia aviación y estaban constantemente escasos de carros de combate, camiones y armas antitanque. La única opción que les quedaba era el crear unas defensas basadas en trincheras al estilo de la Primera Guerra Mundial, bastante diferente a la doctrina Blitzkrieg de 1939-1941.

### Apoyo aéreo táctico
En contraste con los estrategas británicos, el propósito principal de la Luftwaffe alemana era el apoyar al Ejército de Tierra (Heer). Esto suponía la presencia de gran número de bombarderos en picado en su composición, y la escasez de bombarderos pesados de largo alcance. Esta "artillería volante" asistió grandemente en los éxitos del Ejército Alemán en la campaña de Polonia (1939), Batalla de Francia (1940) y etapas iniciales de la invasión de la URSS (1941). Hitler decidió que la superioridad aérea era un requisito esencial para la invasión de Gran Bretaña. Cuando no se pudo conseguir en la Batalla de Inglaterra durante el verano de 1940, la invasión fue cancelada, haciendo que fuese la primera gran batalla cuyo resultado fue decidido principalmente en el aire. La Fuerza Aérea Soviética también fue usada principalmente en el papel de apoyo táctico a las unidades terrestres y hacia el final de la guerra fue usada muy bien en el apoyo del Ejército Rojo, en su avance a través de Europa Oriental. La principal causa por la que fue usada en este papel, fue porque tenía un gran número de aviones tácticos incluyendo bombarderos medios como el Ilyushin Il-4, Túpolev Tu-2 y el B-25 Mitchell, cazas de baja altitud como el Bell P-39 Airacobra, Curtiss P-40, P-63 Kingcobra, Yakovlev Yak-1, Yakovlev Yak-3, Yakovlev Yak-9, Lavochkin-Gorbunov-Goudkov LaGG-3, Lavochkin La-5 y Lavochkin La-7 y aviones de ataque a tierra como el Republic P-47 Thunderbolt y el Chance-Vought F4U-1, F4U-2 y AU-1.

### Aviación de transporte militar y el uso de tropas aerotransportadas
La aviación de transporte militar fue indispensable para todos los lados, en mantener el suministro y las comunicaciones de las tropas terrestres, y fue usada en muchas ocasiones importantes como, en resuministrar a las tropas alemanas en y alrededor de Stalingrado después de la Operación Urano, y en el empleo de tropas aerotransportadas. Después de los primeros ensayos en el uso de tropas aerotransportadas por el Ejército Rojo, hechos a principios de los años 1930, muchas naciones Europeas y Japón formaron también las tropas aerotransportadas, viendo un amplio uso en todos los teatros de la Segunda Guerra Mundial. Sin embargo, su efectividad como tropas de choque empleadas para sorprender a las tropas estáticas enemigas, probó ser de un limitado éxito, y con fracasos notables. Muchas tropas aerotransportadas sirvieron como infantería ligera hacia final de la guerra, a pesar de los intentos hechos en su uso masivo en el teatro occidental por los británicos y estadounidenses durante la Operación Market Garden.

### Aviación naval
Los aviones y los portaaviones llegaron a ser de primordial importancia en las batallas navales de la Segunda Guerra Mundial, particularmente en las siguientes batallas:
- Batalla de Tarento
- Ataque a Pearl Harbor
- Hundimiento del Prince of Wales y del Repulse, la primera vez que una flota con buques capitales fue hundida en mar abierto solamente por aviones.
- Batalla del Mar del Coral, donde ninguna flota estuvo en contacto visual con la otra, y toda la lucha ofensiva fue realizada por los aviones - por primera vez en la historia militar.
- Batalla de Midway, donde aviones estadounidenses hundieron cuatro portaaviones Japoneses a un coste para los estadounidenses de un portaaviones hundido y otro dañado, y algunos barcos menores.
- Batalla del Mar de Bismarck, escuadrones de EE. UU. y Australia destruyeron una flota que llevaba refuerzos para Nueva Guinea en 1943.
- Batalla del Mar de Filipinas, aviones estadounidenses destruyendo a la aviación naval japonesa.
- Batalla del Golfo de Leyte, la primera aparición de los kamikazes; los aviones convencionales también jugaron un papel significativo en lo que quizás ha sido la batalla naval más grande de la historia moderna.

## Después de la Segunda Guerra Mundial
La aviación militar en los años de posguerra estuvo dominada por las necesidades de la Guerra Fría. Los años de posguerra vieron la casi total conversión de los aviones de combate a los motores a reacción, con el resultado que se incrementaron enormemente las velocidades y las altitudes de los aviones. Hasta la llegada del Misil balístico intercontinental, las mayores potencias confiaron en los bombarderos de alta techo para llevar sus recién desarrolladas bombas nucleares; cada país luchó por desarrollar la tecnología de los bombarderos y cazas de alto techo que pudiesen interceptarlos. El concepto de la superioridad aérea comenzó a desempeñar un papel importante en el diseño de los aviones para los dos, los Estados Unidos y la Unión Soviética.
Los estadounidenses desarrollaron e hicieron un amplio uso de los aviones de observación de alto techo para la recogida de información. El Lockheed U-2, y más tarde el Lockheed SR-71 Blackbird fueron desarrollados con un gran secreto. El U-2, se suponía en su época, que era invulnerable a las medidas defensivas, debido a su altitud extrema. Fue un gran mazazo por tanto, cuando los soviéticos derribaron a uno pilotado por Francis Gary Powers, con un misil tierra-aire. El combate aéreo también se transformó a través del uso intensivo de misiles teledirigidos con una sofisticación cada vez mayor en su sistema de guiado y en su alcance.
En los años 70 y 80 quedó claro que la velocidad y la altitud no eran suficiente para proteger a un bombardero contra las defensas aéreas. El énfasis cambió entonces a aviones de ataque muy maniobrables que pudiesen volar "bajo el radar", a altitudes de sólo unos pocos cientos de metros.

### Movilidad aérea
El desarrollo del helicóptero revolucionó completamente el campo de batalla, mediante la evolución de la "Tercera Dimensión" del "Envolvimiento Vertical", que había sido introducido brevemente antes de la Segunda Guerra Mundial con el desarrollo de las unidades Aerotransportadas (siendo los primeros la URSS). Esto incluía el apoyo aéreo de las fuerzas terrestres, y la expansión de la "Maniobra de Cannas", desde las dos dimensiones (Rodeo) a una de tres dimensiones (Rodeo y Envolvimiento Vertical). Además, la introducción del helicóptero quitó muchas de las barreras al movimiento de tropas sobre el campo de batalla, y proveyó la clase de movilidad que la artillería había estado soñando desde su invención. Un helicóptero podía llevar rápidamente tropas y armas a áreas inaccesibles a los aviones de alas fijas, y, a diferencia de los paracaidistas, podían ser recuperados otra vez. Asimismo, las unidades de tierra podían llamar por apoyo de fuego aéreo que podía salvarles de la captura o la destrucción. La primera de tales operaciones fue realizada por el Ejército Británico durante la Guerra de Suez en 1956. Esto condujo a una clase enteramente nueva de tropas de asalto aéreo, y a la introducción de la "Caballería Aérea" en los Estados Unidos, capaces de aterrizar sorpresivamente, golpear y marcharse otra vez. Tales tácticas jugaron un papel muy importante en la guerra de Vietnam, y son a principios del siglo XXI un elemento integral en el pensamiento táctico para todas las formas de guerra de los Estados Unidos. La campaña Soviética en Afganistán vio también un uso ampliamente extendido de helicópteros como parte o el asalto aéreo de brigadas y regimientos.

## Guerra Fría
Durante la Guerra fría se producen una serie de conflictos limitados. Estos se caracterizan por el acuerdo tácito entre los dos bloques de mantenerlos reducidos en un área geográfica, evitando que se extiendan y especialmente que supongan un ataque al territorio del otro bloque y limitandos al uso de armas convencionales a fin de evitar el peligro de una guerra nuclear total.
En estos conflictos se manifiesta la evolución del arma aérea siendo los más significativos los siguientes.

### Guerra de Corea
En el aspecto aéreo la guerra de Corea supone la generalización del combate entre aviones de reacción y de misiles. Corea del Norte con al apoyo chino usaba aviones soviéticos como el Mig-15 mientras que sin duda alguna el avión más famoso usado por los estadounidenses fue el F-86 Sabre.

### Guerra indo-pakistaní de 1965
La guerra supuso un enfrentamiento a gran escala entre la Fuerza Aérea de India (FAI) y la Fuerza Aérea de Pakistán (FAP) por primera vez desde la independencia. Aunque ambas aviaciones habían luchado en la guerra indo-pakistaní de 1947 como parte del Conflicto de Cachemira, fue limitada en comparación con el conflicto de 1965.
Ambos países proclamaron resultados muy contradictorios sobre las pérdidas durante la guerra y apenas existen fuentes neutrales sobre las reclamaciones de ambos países. La FAP alegó haber derribado 104 aviones de la FAI, perdiendo tan sólo 19. Mientras tanto la India alegó que perdió 35 aviones, mientras que derribaron 73 aviones pakistaníes.
Mientras que la Fuerza Aérea de Pakistán usó aviones de fabricación estadounidense como el veterano caza subsónico F-86 Sabre, en sus versiones E/F, y la versión de fabricación canadiense más moderna CL-13 Sabre, que llevó a cabo la mayoría de las misiones de combate aéreo, o el más moderno F-104A Starfighter que era el más avanzado en el arsenal pakistaní, estos tres modelos estaban equipados con misiles aire-aire AIM-9B Sidewinders, en las misiones de ataque a tierra, se utilizaron bombarderos B-57A Canberra, junto aviones de entrenamiento y ataque a tierra AT-33, e incluso el uso de algunos aviones de transporte C-130 como bombarderos improvisados, para misiones de transporte se usaron helicópteros Bell UH-1 y otros modelos más.
La Fuerza Aérea India usó aviones británicos para las misiones de combate aéreas, como el Hawker Hunter y el caza ligero Folland Gnat, que fue apodado por sus pilotos "Asesino de Sabre" debido a sus increíbles éxitos sobre los modelos estadounidenses, para los ataques al suelo y diferentes modelos de Havilland Vampire y Dassault Mystere IV, junto a bombarderos English Electric Canberra originales, para el momento de la guerra, muchos de ellos anticuados en relación con los aviones oponentes, pero que se desempeñaron con gran éxito.

### Guerra de Vietnam
La guerra de Vietnam supuso muchas novedades en la guerra aérea, marcando la aparición de una nueva modalidad de fuerzas aeromóviles basadas en el uso intensivo de los helicópteros para transportar las fuerzas terrestres al punto de la acción y retirarlas finalizada esta.
También obligó a los Estados Unidos a replantearse la doctrina de combate entre cazas al enfrentar a los rápidos y pesados F-4 Phantom II y F-105 Thunderchief, aunque algunos no cumplían con esta regla como el F-8 Crusader contra aviones soviéticos más ligeros y maniobrables MiG-17 usados por los vietnamitas, y más tarde llegarían a engrosar la fuerza de combate, los pequeños interceptores MiG-21, donde los pesados y poco maniobrables aviones de la USAF y la US Navy terminaron sufriendo enormes pérdidas de aparatos durante los años 1965-1973: esto terminó destruyendo la creencia de que el combate aéreo se desarrollaría mediante el lanzamiento de misiles y obligó a volver al uso del cañón como arma para el derribo del oponente en el combate aéreo cercano.
Por otra parte las intensas campañas de bombardeos mostraron una vez más la ineficacia del bombardeo masivo, especialmente en un país que no tenía grandes concentraciones urbanas ni complejos industriales que destruir, esto se vio en todo momento durante la Operación Rolling Thunder, donde a pesar de la cantidad de bombas lanzadas, no se pudo destruir las fuerzas del Viet Cong. A pesar de la introducción de armas terribles como el napalm y el agente naranja la aviación estadounidense se mostró completamente incapaz de detener el tráfico de armas con destino a la guerrilla a través de la ruta Ho-Chi-Min.
Entre las novedades producto de esa guerra puede mencionarse también la de la aviación contra-insurgencia que utilizaba aviones no excesivamente rápidos con armamento contra personal que permitieran, volando a baja altura, ver al enemigo y ametrallarlo. Ejemplos de aeronaves de este tipo son el OV-10 Bronco y los diferentes modelos de 'aviones cañoneros' o 'Gunship' como el Lockheed AC-130

### Guerra de los Seis Días
En este enfrentamiento en Oriente Medio la aviación Israelí destruyó en un ataque sorpresa a la aviación egipcia en el suelo, convirtiéndose en un modelo clásico de guerra relámpago y de obtención de la superioridad aérea basada en la sorpresa, el uso de bombas antipista como las bombas Matra Durandal, para la destrucción de las fuerzas enemigas y la paralización de las operaciones por aire, se convirtió en estándar, igualmente, la práctica de varias salidas al día, cuajó muy profundo en las guerras aéreas futuras, pues mientras los egipcios, sirios o jordanos hacían 4-6 salidas al día, los israelíes entrenaron para ejecutar más de 40 salidas al día, lo que ayudó a mantener la completa destrucción de las fuerzas aéreas y el control del aire, dos factores clave en la victoria de Israel.
Igualmente, los israelíes demostraron que el entrenamiento y la preparación de un piloto podían resultar decisivos: el caza más moderno del arsenal israelí era el Mirage IIICJ, que en sí era un interceptor, pero mediante diferentes tácticas de combate y sobre todo al estar armado con cañones (en este caso los confiables DEFA de 30mm), fue capaz de imponerse a aviones más capacitados para tales tareas, como el MiG-17, MiG-19, MiG-21. Así aunque estos superaban al Mirage en muchos sentidos, fueron superados por los israelíes.

### Guerra de Yom Kipur
En esta guerra fueron los egipcios los que sorprendieron a los Israelíes en el Sinaí, pero sobre todo por el uso intensivo de los misiles antiaéreos que suministrados por los soviéticos provocaron grandes pérdidas a la aviación israelí y mostraron que el uso contra el suelo de la aviación puede llegar a ser prohibitivo si los objetivos están fuertemente defendidos por sistemas efectivos de defensas antiaéreas.

### Guerra de las Malvinas
Desde el punto de vista de la Guerra Aérea este conflicto mostró que aun a pesar de una diferencia tecnológica notable -en este caso a favor de los británicos- ninguna fuerza atacante es invulnerable al ataque aéreo. El valor de los pilotos argentinos atacando a baja altitud contra la flota inglesa a enormes distancias de sus bases, sin medios de guerra electrónica y con escaso y obsoleto armamento dio como resultado la pérdida del HMS Sheffield (D80), HMS Coventry (D118), junto con otros seis buques, y daños de diversa consideración en una veintena de naves. Los viejos aviones A-4B/C/Q Skyhawk usados por los argentinos, usaron bombas que en la mayoría de los casos no explotaron, junto a los cazas Mirage IIIEA, y los Mirage-5 Dagger, que ayudaron a los Skyhawk en el ataque contra los buques británicos.
Aunque también hubo una mala visión de los blancos de prioridad, mientras la FAA, y la Armada, atacaban a los destructores y fragatas que escoltaban a las naves de desembarco y apoyo, que no poseían casi ningún objetivo de valor, puesto que estos solo bombardeaban las posiciones en tierra y no transportaban a las tropas de reconquista, en lugar de hundir los buques de apoyo, que hacia el final del conflicto, tras el hundimiento del portacontenedores SS Atlantic Conveyor y los ataques a los buques de desembarco anfibio, RFA Sir Galahad (L3005) que fue hundido por los A-4 y el RFA Sir Tirstam (L3505) este último dañado de gravedad por Daggers, dieron un golpe grave a la Fuerza de Tareas británica, pero tales actos llegaron muy tarde, puesto que la conquista de las islas por los británicos casi estaba completa.
Por parte británica destacó el uso en combate por primera vez de los aviones de despegue vertical Hawker Siddeley Harrier de la RAF, que fueron usados para el ataque a tierra y el famoso caza interceptor British Aerospace Sea Harrier, apodado por los argentinos como "La muerte negra", que lograron el derribo de 24 aeronaves argentinas, estos estaban equipados con el radar Ferranti Blue Fox y el moderno misil estadounidense AIM-9L Sidewinder, que logró derribar a un 89 % de sus víctimas, de los 21 misiles lanzados unos 19 fueron alcanzados, siendo el mejor misil de la guerra, aunque los éxitos del Harrier, no lograron evitar el hundimiento de los navíos británicos puesto que la terrible distribución de las patrullas de combate de los escuadrones 800 y 801, causaron la apertura de huecos en las líneas de defensa aérea, causando que los aviones argentinos logran pasar por los pasillos abiertos, logrando cumplir la mayoría de sus misiones.

## Después de la Guerra Fría
El colapso de la Unión Soviética en 1991 forzó a las fuerzas aéreas Occidentales a sufrir una transformación desde los números masivos que sentían que eran necesarios durante la Guerra Fría, a números más pequeños de aviones multifunción. El cierre de muchas bases militares en el extranjero y el programas de cierre y realineamiento de las bases de Estados Unidos han servido para señalar la efectividad de los portaaviones en ausencia de un ejército dedicado o de las bases de las fuerzas aéreas, como han puesto en evidencia la guerra de las Malvinas y las operaciones de Estados Unidos en el Golfo Pérsico. Mientras que la llegada de las bombas inteligentes han permitido golpes en objetivos de superficie determinados una vez que se realiza un reconocimiento adecuado (guerra centrada en redes). En algunos casos, tales como la Operación Fuerza Aliada de la OTAN contra Serbia, el poder aéreo fue el factor decisivo con las fuerzas de tierra asegurando después el área. Sin embargo, en muchos casos la doctrina militar habitual todavía se aplica: las guerras contra entidades regionales del tercer mundo todavía no se pueden ganar solamente con el poder aéreo.

### Guerra del Golfo

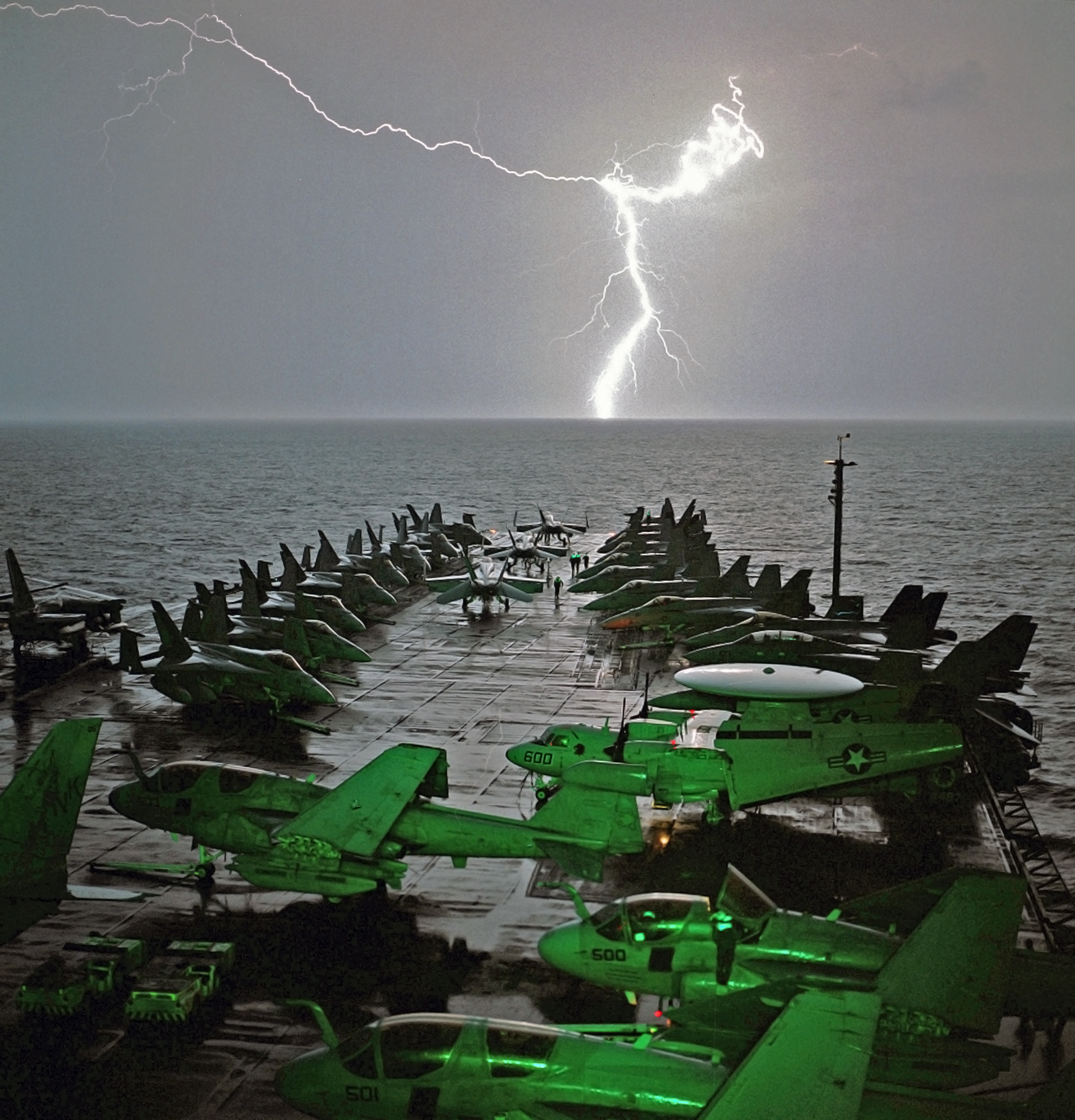
USS Abraham Lincoln en una tormenta en el Mar Arábigo mientras está de servicio apoyando la Operación Southern Watch y la Operación Libertad Duradera.

El papel del poder aéreo en la guerra moderna fue demostrado de manera dramática durante la guerra del Golfo de 1991. Los ataques aéreos detrás del frente fueron hechos contra los centros Iraquíes de comando y control, las instalaciones de comunicaciones, los depósitos de suministros, y las fuerzas de refuerzos. La superioridad aérea sobre Irak, fue ganada antes que las unidades de tierra se moviesen dentro y que comenzase la Operación Tormenta del Desierto.
Los ataques iniciales estaban hechos por misiles crucero Tomahawk lanzados desde acorazados situados en el Golfo Pérsico, bombarderos F-117A "Stealth" con armamento de bombas inteligentes guiadas por láser, y aviones F-4G Wild Weasel armados con misiles HARM antirradar. Estos primeros ataques permitieron que los cazabombarderos F-14 Tomcat, F-15, F-16, and F/A-18 Hornet el ganar la superioridad aérea sobre el país y después continuar lanzando bombas guiadas por láser y por televisión. Armados con un cañón rotativo y por misiles Maverick guiados ópticamente o buscando el calor, el A-10 Thunderbolt II, bombardeó y destruyó las fuerzas armadas Iraquíes, apoyando el avance de las tropas de tierra de Estados Unidos. Los helicópteros de ataque AH-64 Apache y el Bell AH-1 Cobra, dispararon misiles guiados por láser Hellfire missiles y misiles TOW que fueron guiados hacia los tanques por observadores en tierra o helicópteros de exploración. La flota aérea aliada también hizo uso del E-3A Airborne Warning and Control Systems (AWACS) y de una flota de bombarderos B-52.
La fuerza aérea de ataque estaba compuesta de unos 2250 aviones de combate, que incluía 1800 aviones de Estados Unidos, que lucharon contra una fuerza Iraquí de unos 500 cazas MiG-29 soviéticos y de cazas Mirage F-1 franceses. Las fuerzas invasoras volaron más de 88 000 misiones de combate con unas 88 000 toneladas de bombas lanzadas al final de la quinta semana.

### Guerra de Irak
Durante la Invasión de Irak en 2003, conducida por fuerzas Británicas y de Estados Unidos para derrotar al régimen de Sadam Huseín, la guerra aérea continuó siendo decisiva. La alianza anglo-estadounidense empezó su campaña aérea el 19 de marzo con un bombardeo nocturno limitado sobre la capital iraquí de Bagdad. Algunos días después, comenzó el bombardeo intensivo. Hubo unas 14 000 salidas aéreas, a un coste de 1 millón de dólares cada una, fueron disparados 800 misiles de crucero Tomahawk a numerosos objetivos en Irak desde el 19 de marzo hasta la mitad de abril del 2003. En este momento la resistencia Iraquí había prácticamente finalizado.
Las armas antiaéreas Iraquíes fueron incapaces de abrir fuego sobre los bombarderos de alto techo de Estados Unidos, tales como el B-52 o los aviones invisibles, como el bombardero B-2 Spirit y el F-117A. Los aviones Británicos y de Estados Unidos usaron aparatos detectores de radar, y el reconocimiento aéreo para localizar las armas antiaéreas Iraquíes. Las bombas rompedoras de búnkeres, diseñadas para penetrar y destruir búnkers, fueron lanzadas sobre los centros de comando y control Iraquíes. Las fuerzas de tierra Iraquíes no podían desafiar seriamente a las fuerzas de tierra estadounidenses debido a su supremacía aérea. A mediados de abril del 2003, las fuerzas angloestadounidenses controlaban todas las ciudades Iraquíes más importantes y los campos de petróleo.